# WISE 2220-3628
WISE 2220-3628 är ensam stjärna av spektralklass Y0, belägen i den norra delen av stjärnbilden Tranan. Den har en skenbar magnitud av ca 20,81 och kräver ett  teleskop för att kunna observeras. Baserat på uppskattad trigonometrisk parallax ca 136 mas, beräknas den befinna sig på ett avstånd på ca 24 ljusår (7,4 parsek) från solen.

## Observation
WISE 2220-3628 upptäcktes 2012 av J. Davy Kirkpatrick et al. från data som samlats in av Wide-field Infrared Survey Explorer (WISE) i infraröda bandet med NASA:s 40 cm-teleskop, vars uppdrag varade från december 2009 till februari 2011. År 2012 publicerade de en artikel i The Astrophysical Journal, där de presenterade upptäckten av sju nya bruna dvärgar av spektraltyp Y funna av WISE, bland vilka också fanns WISE 2220-3628.